# منطقة كولاسيب
كولاسيب رمزها «KO» (بالإنجليزية: Kolasib)‏ ، هو تقسيم إداري لدولة الهند تتبع ولاية ميزورام (بالإنجليزية: Mizoram)‏ ، مركزها هو مدينة كولاسيب (بالإنجليزية: Kolasib)‏ عدد سكانها حسب تعداد سنة 2001 هو 60,977 ، مساحتها 1,386 كم² وكثافة السكان 44 لكل كم² .